# Air Vanuatu

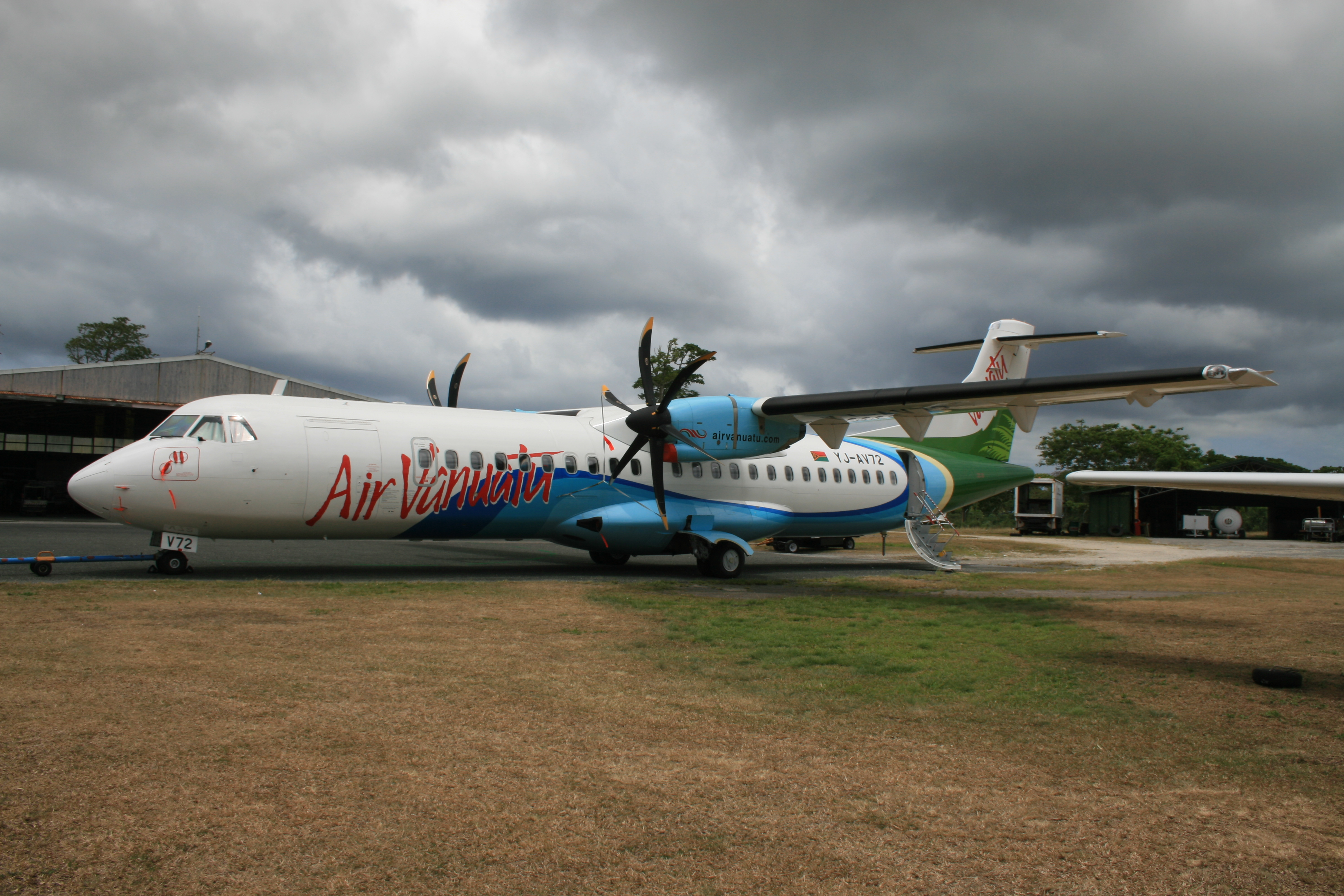
ATR-72 авіакомпанії Air Vanuatu

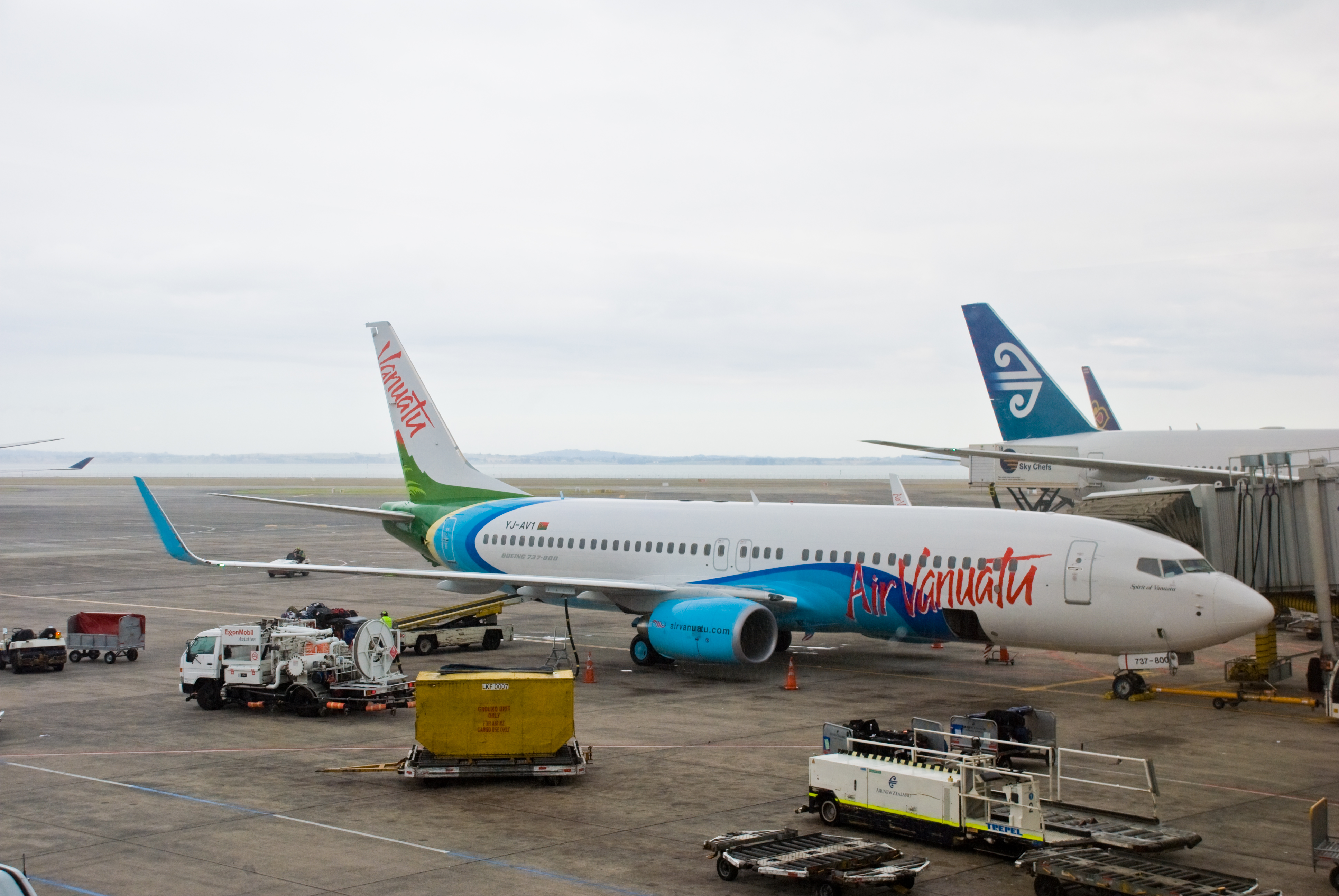
Boeing 737-800 (реєстраційний номер YJ-AV1) авіакомпанії Air Vanuatu в сучасній лівреї в Аеропорту Окленд. 2008 рік

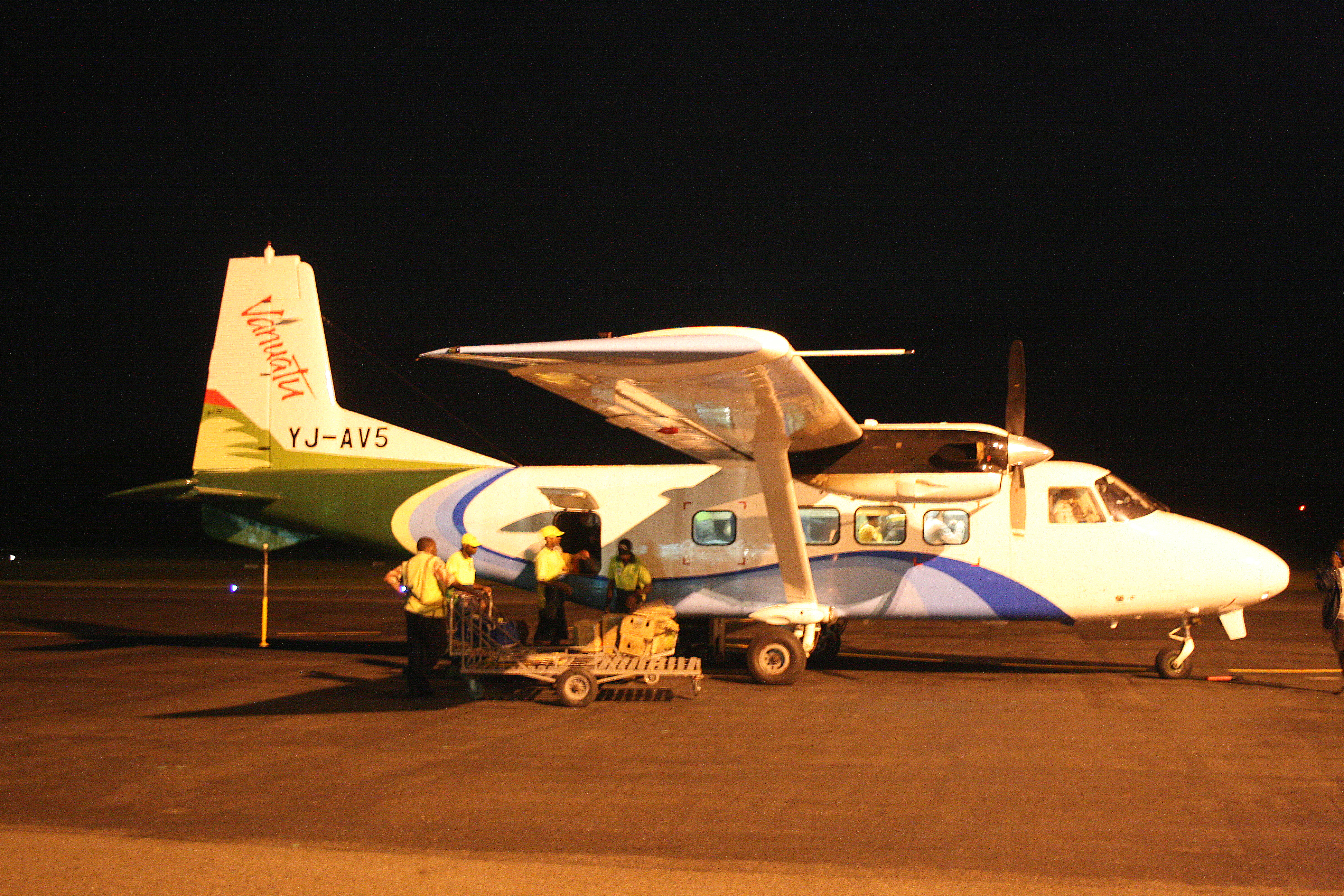
Harbin Y-12 авіакомпанії Air Vanuatu

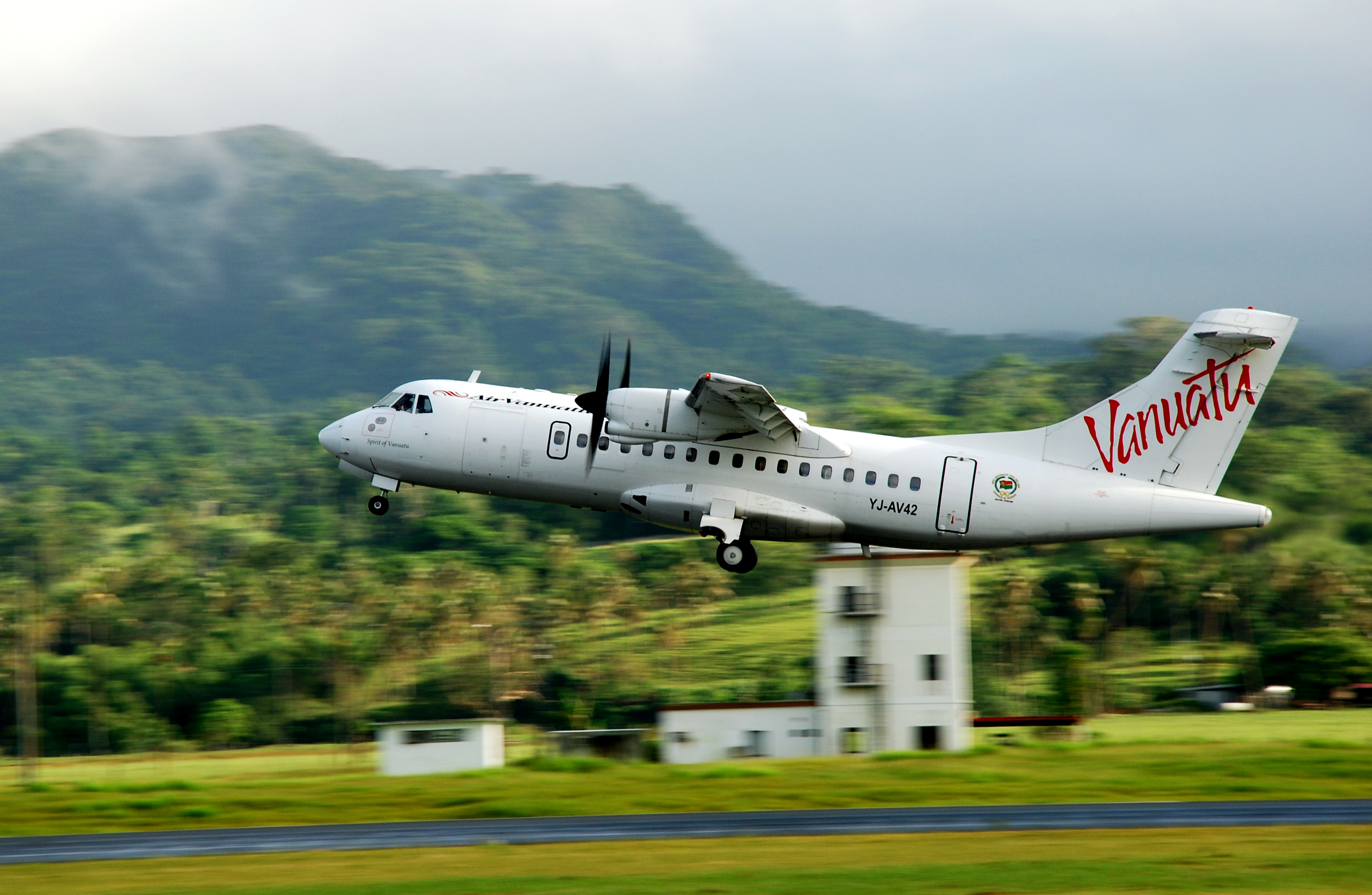
ATR-42 Air Vanuatu в Міжнародному аеропорту Бауерфілд

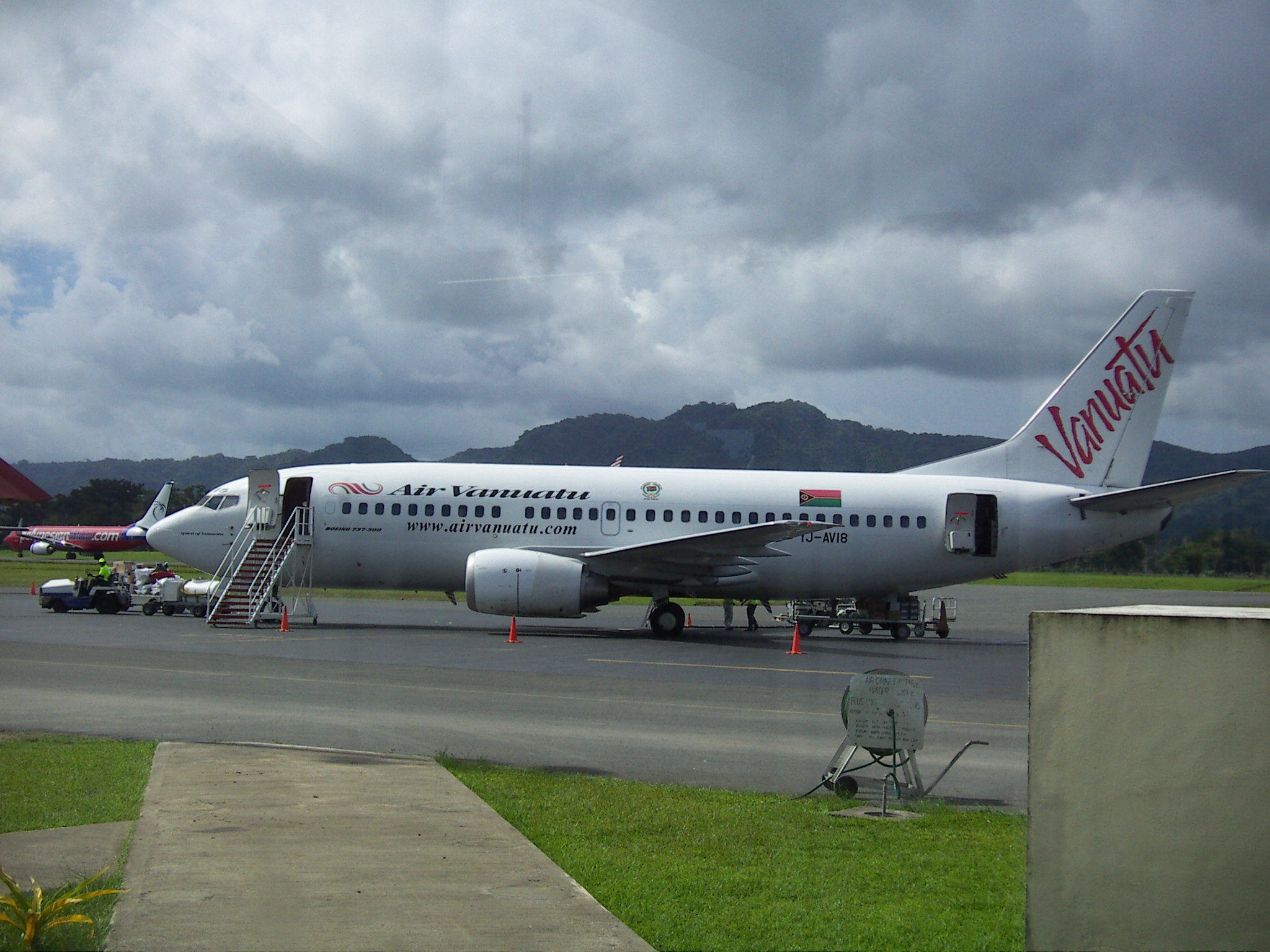
Boeing 737 Air Vanuatu в Міжнародному аеропорту Бауерфілд

Air Vanuatu — національна авіакомпанія Вануату зі штаб-квартирою в місті Порт-Віла, виконує внутрішні пасажирські перевезення та регулярні міжнародні рейси в Австралію, Нову Зеландію і аеропорти південній частині Тихого океану. Портом приписки авіакомпанії і її головним транзитним вузлом (хабом) є Міжнародний аеропорт Бауерфілд.

## Історія
Авіакомпанія Air Vanuatu була утворена на початку 1981 року після оголошення в 1980 році Вануату незалежності від Сполученого Королівства та Франції. Компанія створювалася за активної участі і фінансової допомоги австралійської магістральної авіакомпанії Ansett Airlines, яка надала новому перевізнику літаки, екіпажі та обслуговчий персонал строком на п'ять років, отримавши при цьому частку в 40 відсотків власності Air Vanuatu. Інші 60 % залишилися у розпорядженні уряду країни. Перший рейс нової авіакомпанії з Сіднея в Порт-Віла був здійснений 5 вересня 1981 року на літаку Douglas DC-9-31. У травні наступного року лайнери DC-9 були замінені на літаки Boeing 737-200, взяті у Polynesian Airlines і замінені в свою чергу літаками того ж типу з Ansett Airlines в жовтні 1985 року. У березні 1986 року минуло п'ятирічну угоду з перевізником Ansett Airlines, продовжувати яке не мали ні сама австралійська авіакомпанія, ні уряд Вануату.
У 1987 році міністерство транспорту Вануату викупила 40 % власності Air Vanuatu, тим самим перевівши авіакомпанію в повну державну власність. Через кілька місяців було підписано партнерську угоду з Australian Airlines, згідно з яким австралійський перевізник передавав в лізинг один літак Boeing-727-200 для виконання регулярних щотижневих рейсів з Порт-Віла в Сідней. Договір набув чинності 19 грудня 1987 року. Через два роки Air Vanuatu викупила цей літак і здала його в часткову оренду колишньому власникові для використання на тому ж самому регулярному маршруті. У листопаді 1992 року Boeing 727 був замінений на більш сучасний Boeing 737-400, так само взятому в лізинг у Australian Airlines. В наступному році подібна практика оренди продовжилася передачею до використання на маршруті з Порт-Віла у Нумеа одного лайнера Embraer EMB 110 Bandeirante. Лізинг обох літаків тривав аж до поглинання Australian Airlines флагманської авіакомпанією Австралії Qantas в жовтні 1993 року, після чого всі діючі договори були продовжені вже від імені нового власника. Авіакомпанія Qantas донині бере активну участь у діяльності Air Vanuatu, надаючи послуги з технічного обслуговування повітряних суден, підготовки та перепідготовки пілотів, між авіакомпаніями укладені код-шерінгові угоди на регулярні рейси до Австралії. Air Vanuatu в повній мірі використовують бонусну програму заохочення часто літаючих пасажирів Qantas Frequent Flyer.
У квітні 1997 року Air Vanuatu розірвала договір на оренду літака Boeing 737-400, отримавши власний лайнер Boeing 737-300. У тому ж місяці припинився і договір на оренду Embraer EMB 110 Bandeirante з причини вступу в оренду Air Vanuatu літака Saab-2000. Договір діяв до березня місяця 1999 року, після чого компанія отримала лайнер De Havilland Canada Dash 8 з державної авіакомпанії Vanair для подальшого його використання на внутрішніх пасажирських перевезеннях. У квітні 2001 року відбулося злиття двох державних авіакомпаній Air Vanuatu і Vanair, однак, через п'ять місяців об'єднання авіаперевізників було скасовано. У листопаді 2003 року повітряний флот Air Vanuatu поповнився новим літаком ATR-42, а у вересні наступного року обидві авіакомпанії знову були об'єднані в єдину компанію під егідою уряду країни.
У січні 2008 року Air Vanuatu замінило свої застарілі Boeing 737-300 на сучасні лайнери Boeing 737-800. На початку наступного року повітряний флот компанії поповнився трьома літаками Harbin Y-12, а в жовтні того ж року авіакомпанія отримала нові ATR-72, замінивши ними експлуатувалися до цього часу літаки ATR-42. Через чотири дні після прийняття в парк ATR-72 був звільнений у відставку колишній генеральний директор авіакомпанії, на зміну якому прийшов колишній чиновник з Міністерства транспорту Вануату.

## Маршрутна мережа

### Внутрішні перевезення
Станом на листопад 2009 року маршрутна мережа авіакомпанії Air Vanuatu включала 28 регулярних рейсів з аеропортів країни

#### Малампа
- Крейг-Ков — Аеропорт Крейг-Ків
- Ламап — Аеропорт Малекула-Айленд
- Норсап — Аеропорт Норсап
- Паама — Аеропорт Паама
- Саут-Вест-Бей — Аеропорт Саут-Вест-Бей
- Улеї — Аеропорт Улеї

#### Пенама
- Лонгана — Аеропорт Лонгана
- Маево — Аеропорт Маево
- Редкліфф — Аеропорт Редкліфф
- Сара — Аеропорт Сара
- Волоха — Аеропорт Волоха

#### Санма
- Лонорорі — Аеропорт Лонорорі
- Луганвіль — Міжнародний аеропорт Санто Пекоа

#### Шефа
- Емае — Аеропорт Сіво
- Леймен-Бей — Аеропорт Леймен-Бей
- Порт-Віла — Міжнародний аеропорт Бауерфілд
- Тонга — Аеропорт Тонга
- Вейлсдір — Аеропорт Вейлсдір

#### Тафеа
- Анейтьюм — Аеропорт Анейтьюм
- Аніва — Аніва
- Диллонс-Бей — Аеропорт Діллонс-Бей
- Футуна — Аеропорт Футуна
- Айпота — Аеропорт Айпота
- Танна — Аеропорт Уайт-Грасс

#### Торба
- Гауа — Аеропорт Гауа
- Мота-Лава — Аеропорт Мота-Лава
- Сола — Аеропорт Вануа-Лава-Айленд
- Острови Торрес — Аеропорт островів Торрес

### Міжнародні авіалінії
У листопаді 2009 року Air Vanuatu виконувала п'ять регулярних рейсів в Австралію, Нову Каледонію і Нову Зеландію:

#### З аеропорту Порт-Віла

##### Австралія
- Брисбен — Аеропорт Брисбен
- Сідней — Аеропорт Сідней

##### Нова Каледонія
- Нумеа — Міжнародний аеропорт Ла-Тонтута

##### Нова Зеландія
- Окленд — Міжнародний аеропорт Окленд

#### З аеропорту Люганвіль

##### Австралія
- Брисбен

## Флот
Станом на листопад 2009 року повітряний флот авіакомпанії Air Vanuatu становили такі літаки:
- 1 ATR 72-500
- 1 Boeing 737-800
- 2 Britten-Norman BN2A Islander
- 3 de Havilland Canada DHC-6 Twin Otter
- 3 Harbin Y-12

## Авіаподії і нещасні випадки
- 19 грудня 2008 року літак Britten-Norman BN2A Islander, що слідував рейсом NF261 в люганвильский Міжнародний аеропорт Санто-Пеко з дев'ятьма пасажирами на борту врізався в гірський масив поблизу Аеропорту Олпой. Загинув пілот, кілька пасажирів були важко поранені. Причиною катастрофи стали погані метеоумови — літак йшов в гірському районі в умовах густого щільного туману[20][21][22].